# İmren Aykut
İmren Aykut (* 1940 in Kozan) ist eine türkische Ökonomin, Gewerkschaftlerin und Politikerin. Sie war zwischen 1987 und 2002 Abgeordnete in der türkischen Nationalversammlung, außerdem in den 1980er- und 1990er-Jahren Ministerin für Arbeit und soziale Sicherheit, Staatsministerin und Umweltministerin. Aykut war die erste Ministerin einer gewählten Regierung der Türkei.

## Leben
Aykut wurde 1940 als Tochter von Evket Şadi und dessen Ehefrau Emine in Kozan bei Adana geboren. Sie besuchte die Atatürk-Grundschule und die Mädchenschule Adana. Anschließend studierte sie Wirtschaftswissenschaften an der Istanbul Üniversitesi und schloss das Studium 1964 erfolgreich ab. Aykut spezialisierte sich an der University of Oxford auf Industrielle Beziehungen und Gewerkschaftenen. Sie absolvierte außerdem ein Programm über dei Arbeitnehmermitbestimmung an der Universität Oslo in Norwegen. Sie forschte zu Schlichtung und Mediation in den Vereinigten Staaten und zur Struktur von Gewerkschaften und Arbeitnehmerfortbildung in England. Außerdem führte sie Forschungen und Studien zum Gewerkschaftsbund und dem Ministerium für Arbeit im Vereinigten Königreich durch. An der Istanbul Üniversitesi promovierte sie mit der Dissertation „Wechselkurse aus Arbeitnehmersicht (außerhalb der Türkei) und ihre Analyse aus Sicht der türkischen Wirtschaft“.
Aykut arbeitete danach zwischen 1964 und 1975 für zwei Gewerkschaften als Abteilungsleiterin für Tarifverhandlungen und Forschung sowie 1975/76 als Spezialistin für industrielle Beziehungen beim Glaskonzern Şişecam. 1976 wurde sie Generalsekretärin der Gewerkschaft der Papierindustrie und war bis 1983 im Amt.
1981 wurde Aykut Mitglied der beratenden Versammlung der Türkei, die nach dem Militärputsch in der Türkei 1980 eingesetzt wurde, um eine neue Verfassung auszuarbeiten, und gehörte 1983 zu den Gründungsmitgliedern der Milliyetçi Demokrasi Partisi (MDP). Nach der Auflösung der Partie schloss sie sich der Anavatan Partisi (ANAP) an.
Bei der Parlamentswahl 1987 wurde sie Abgeordnete in der Großen Nationalversammlung der Türkei für Istanbul und wurde 1991 wiedergewählt. 1995 und 1999 zog sie für Adana in das Parlament ein. Unter Turgut Özal wurde sie in der 46. Regierung der Türkei Ministerin für Arbeit und soziale Sicherheit und blieb das auch bis 1991 unter Yıldırım Akbulut. Im Kabinett der 48. Regierung und der 53. Regierung von Mesut Yılmaz war sie Staatsministerin. Am 23. Juni 1991 wurde sie Umweltministerin in der 55. Regierung und blieb bis zum Ende der Legislaturperiode am 20. November 1991 im Amt.
Aykut war die erste Ministerin einer gewählten Regierung der Türkei.

## Auszeichnungen
- 1983: Orden de Isabel la Católica[1]